# Pierre Clémenti
Pierre Clémenti (* 28. September 1942 in Paris; † 27. Dezember 1999 ebenda) war ein französischer Schauspieler, der im Laufe seiner Karriere auch als Regisseur, Drehbuchautor, Kameramann, Filmproduzent, Komponist und Filmeditor tätig war.

## Leben und Wirken
1960 gab Pierre Clémenti sein Schauspieldebüt in Yves Allégrets Junge, mach dein Testament (Chien de pique) und entwickelte sich zu einem gefragten Charakterdarsteller. Bis zu seinem Tod spielte er in 94 Filmen mit und wurde vorwiegend in Frankreich und Italien bekannt. Seine berühmteste Rolle, mit der er auch im deutschsprachigen Raum berühmt wurde, war die des Sefir in Franco Rossis Bibelverfilmung Ein Kind mit Namen Jesus. Pierre Clémenti starb 1999 an Leberkrebs.

## Filmografie (Auswahl)
- 1960: Junge, mach dein Testament (Chien de pique) – Regie: Yves Allégret
- 1961: Adorable Menteuse – Regie: Michel Deville
- 1962: Der Leopard (Il gattopardo)
- 1965: 100 Millionen im Eimer (Cent briques et des tuiles)
- 1966: Das Geheimnis der weißen Masken (Les Compagnons de Jéhu)
- 1966: Belle de Jour – Schöne des Tages (Belle de jour)
- 1966: Ein Mann zuviel (Un homme de trop)
- 1966: Der Mann mit der goldenen Klinge (L’uomo che ride) – Regie: Sergio Corbucci
- 1967: Lamiel – ich liebe die Liebe (Lamiel)
- 1968: Benjamin – Aus dem Tagebuch einer männlichen Jungfrau (Benjamin ou Les mémoires d’un puceau)
- 1968: Partner
- 1968: Die Milchstraße (La voie lactée)
- 1969: Sein Ruhmestag (La sua giornata di gloria)
- 1969: Le Lit de la Vierge – Regie: Philippe Garrel
- 1969: Der Schweinestall (Porcile)
- 1969: I cannibali – Regie: Liliana Cavani
- 1970: Abgeschlagene Köpfe (Cabezas cortadas) – Regie: Glauber Rocha
- 1970: I cannibali
- 1970: Der große Irrtum (Il conformista)
- 1970: Renaissance
- 1970: Nini Tirabuscio, la donna che invento la mossa – Regie: Marcello Fondato
- 1971: Der Todesengel (La vittima designata)
- 1973: Der Steppenwolf (Steppenwolf)
- 1974: Sweet Movie
- 1976: Le berceau de cristal
- 1976: Der rote Steckbrief (L'Affiche rouge) – Regie: Frank Cassenti
- 1977: Roland (La Chanson de Roland)
- 1980: Paris s’en va – Regie: Jacques Rivette
- 1980: Surexposé (Exposed) – Regie: James Toback
- 1981: L’Amour des femmes – Regie: Michel Soutter
- 1981: Chassé-croisé – Regie: Arielle Dombasle
- 1981: Histoires extraordinaires: La chute de la maison Usher – Regie: Alexandre Astruc
- 1981: Quartett (Quartet)
- 1982: An der Nordbrücke (Le Pont du Nord)
- 1983: Dog Day – Ein Mann rennt um sein Leben (Canicule)
- 1984: Le rapt – Die Entführung (Le Rapt) – Regie: Pierre Koralnik
- 1984: Patrik Pacard (Fernsehserie)
- 1987: Ein Kind mit Namen Jesus (Un bambino di nome Gesù) (Fernseh-Miniserie)
- 1990: Es ist nicht leicht, ein Gott zu sein
- 1997: Das Becken von John Wayne (Le Bassin de J.W.)
- 1998: Marrakesch (Hideous kinky)

## Schriften
- 1973: Carcere italiano. Mailand: Il Formichiere.
- 2005: Quelques messages personnels. Paris: Gallimard. ISBN 978-2-07-030748-7
- 2007: Pensieri dal carcere. Fagnano Alto: Editrice il Sirente. ISBN 978-88-87847-12-3

## DVD-Veröffentlichung
- Pierre Clémenti cinéaste – L’intégrale en 2 dvd. Éditions Choses Vues, 2006  – mit allen Filmen, die Clémenti als Regisseur gedreht hat